# Visby
Visby là một thành phố thủ phủ của đô thị Gotland tại hạt Gotland, Thụy Điển. Thành phố có 22.000 dân năm 2005. Đây là thành phố duy nhất có tư cách thành phố trên đảo Gotland. Thành phố có tường thành bằng đá dài 3,4 km có tên gọi là Ringmuren ("tường vành"). Thị trấn của Liên minh Hanseatic tại Visby là di sản thế giới UNESCO.
Thành phố này là địa điểm du lịch của dân Scandinavia trong mùa hè.